# Disinformazione
La disinformazione, nelle scienze della comunicazione, è il fenomeno che si verifica quando le informazioni percepite da un soggetto possono non corrispondere alla stessa intenzione per cui esse sono state diffuse, confondendo e/o modificando le opinioni di qualcuno o dell'intera opinione pubblica verso una persona, un argomento, una situazione.

## Origine del termine
Disinformazione (di·ṣin·for·ma·zió·ne), sostantivo femminile derivato di informazione con l'aggiunta del prefisso dis-, è un termine risalente a prima del 1983. Questo è comunemente rintracciabile nel mondo dei media poiché strettamente connesso alla divulgazione di notizie e opinioni. Il sostantivo "disinformazione" non va confuso con controinformazione: infatti ci si riferisce a quest'ultimo concetto quando si manifesta l'intenzionalità di opposizione a una prima informazione.
In inglese, la parola non appare nei dizionari fino alla fine degli anni '80, dal momento che trova la sua origine nel termine russo "dezinformatzija" (дезинформация): esso si riferisce ad un'arma tattica russa risalente al 1923, quando il vice presidente della Direzione politica di stato - la GPU, precursore del KGB - chiese la fondazione di «uno speciale ufficio di disinformazione per condurre operazioni tattiche di intelligence».
William Safire scrisse nel suo libro del 1993 Quoth de Maven che la disinformazione fu usata dal KGB per indicare «la manipolazione del sistema di intelligence di una nazione attraverso la somministrazione di dati credibili ma fuorvianti». Da questo punto in poi, la disinformazione divenne una tattica usata nella guerra psicologica sovietica: le misure attivate dall'intelligence sovietica si basavano sulla falsificazione come operazione segreta e sulla sovversione e manipolazione dei mass media.

## Descrizione
Benché al fondo si tratti di una falsificazione logica, la disinformazione non può essere considerata come un fenomeno malevolo a prescindere dalle circostanze di fatto presentate: queste ultime sono il primo punto da prendere in considerazione per capire se la disinformazione nasca da un'incomprensione involontaria del ricevente del messaggio, o volutamente distorta dall'emittente.
Una tattica tipica della disinformazione è quella di mescolare un po' di verità con delle menzogne, ovvero di rivelare solo una parte della verità, spacciando questo come un completo quadro d'insieme.
Quando i canali d'informazione non possono essere completamente chiusi, poi, la tecnica fuorviante può essere quella di renderli inutili saturandoli, creando quindi disinformazione: si riduce al massimo il rapporto segnale-rumore e si scredita l'opposizione attribuendole affermazioni false e facilmente confutabili.

### Misinformation
Con il termine anglofono misinformation, come definito dalla ricercatrice Claire Wardle nel suo intervento in materia di information disorder, si intende una peculiare forma di disinformazione in cui la divulgazione di contenuti non veritieri non presuppone alcun intento malevolo.
Il termine misinformazione è poco adoperato nel gergo italiano e non è ancora ufficialmente riconosciuto come lemma del vocabolario. La sfumatura semantica che il termine misinformation acquisisce passa in secondo piano rispetto al significato preponderante dell'accezione di disinformazione, al punto da rendere necessaria una demistificazione terminologica che faccia chiarezza sul termine generico, comunemente utilizzato. Misinformation è infatti uno dei tre sottoinsiemi specifici in cui il complesso fenomeno del Disordine Informativo può essere, secondo Claire Wardle, suddiviso in:
- Dis-information: è una tipologia di informazione di stampo volutamente fittizio, che ha come scopo il trarre in inganno singoli individui, organizzazioni collettive o intere comunità;
- Mis-information: è una variante informativa priva di attinenza al reale, diramata senza lo scopo intrinseco di rendere virale un contenuto falso;
- Mal-information: consiste nella circolazione di informazioni basate su fatti realmente accaduti, ma strumentalizzati ad hoc al fine di recare danno a persone, istituzioni o intere comunità.

La distinzione che intercorre tra i tre tipi di disinformazione è tanto sottile quanto articolata.
Si individuano sette modi di disinformare:
- Collegamento ingannevole: si verifica quando il contenuto differisce dal titolo o dalle immagini.
- Contesto ingannevole:  consiste in una situazione comunicativa in cui vi è la presenza di informazioni vere poste all'interno di un contesto falso.
- Contenuto manipolato:  è un articolo che risulta essere reale ma viene manipolato per trarre in inganno.
- Manipolazione della satira: quando il contenuto satirico viene inconsapevolmente utilizzato per trarre in inganno.
- Contenuto fuorviante: avviene nel momento in cui l’informazione reale viene utilizzata a scopo ingannevole per inquadrare un problema.
- Contenuto ingannatore: è un tipo di informazione falsa che viene pubblicata da una fonte attendibile.
- Contenuto falso al 100%: quando l'informazione è un costrutto concepito artificialmente a fini persuasivi.

### Strategie e tattiche
Secondo un sondaggio condotto dalla BBC quasi 8 persone su 10 temono di imbattersi in false notizie, soprattutto in Europa e Nord America. In particolare, la disinformazione preoccupa il 79% degli utenti online. Il sondaggio prende in esame un campione di 16000 adulti: in Germania il 51% degli intervistati sembra non essere preoccupata del tema, mentre i più preoccupati sono i brasiliani, con una percentuale pari al 92%. La maggior parte degli intervistati, tuttavia, è contraria all'idea di una regolamentazione governativa di internet.
Strategie e tattiche per mettere in atto forme di disinformazione possono essere:
- Diffondere false notizie all'interno di un costrutto teorico logicamente coerente
- Orientare per un proprio tornaconto l'opinione pubblica su fatti realmente accaduti attraverso errate interpretazioni o uso di bias distorsivi
- Strumentalizzare un evento a proprio favore, sminuendone il valore effettivo o ampliandone la portata
- Mescolare verità e menzogna al fine di rendere più difficile una visione d'insieme coerente con la realtà dei fatti
- Negare insistentemente l'evidenza per indurre il manipolato al dubbio e all'incredulità fino al rigetto della tesi iniziale
- Cancellare, modificare o falsificare materialmente le fonti[9] o le prove (definita da Chomsky ingegneria storica)
- Saturare gli spazi informativi con materiale di minore o nulla importanza rispetto al resto. Più in generale, il quotidiano utilizzo dei media e la continua somministrazione di notizie sta determinando un Sovraccarico Informativo, che rende difficile la verifica dell'attendibilità delle fonti. Sarebbe infatti opportuno moderare i contenuti non in lingua inglese, prestare attenzione alla forma del messaggio, fornire metadati ai partners fidati, costruire strumenti per verificare i fatti[10].

### Esempi
Nello spionaggio o intelligence militare, la disinformazione consiste nel diffondere informazioni false per indurre in errore il nemico rispetto alla propria posizione o strategia: si ricorre alla diffusione di notizie infondate o premeditatamente distorte al fine di danneggiare l’immagine pubblica di un avversario e/o di influenzare le scelte dell'opinione pubblica stessa.
In politica, la disinformazione si manifesta spesso nel tentativo di sviare i sostenitori del proprio avversario o oppositore diffondendo false dichiarazioni o insinuazioni sulla vita personale di questi ultimi, ad esempio nel corso di campagne politico-elettorali oppure, in generale, tirando acqua al proprio mulino con altrettante falsità o alterazioni della realtà dei fatti. Esempi tipici sono le forme di negazionismo che negano l'evidenza al fine di alimentare dubbio e incredulità nel manipolato fino al rigetto della tesi iniziale.
In altri casi la disinformazione si manifesta semplicemente violando le norme basilari dell'informazione oggettiva: ciò può avvenire non riportando notizie e fatti ritenuti sconvenienti ed inopportuni per la propria causa, oppure conferendo loro importanza minore rispetto al dovuto negli appositi spazi informativi.
In tale ambito la disinformazione è spesso sfruttata nelle attività di propaganda, assieme al populismo e alla demagogia, comunemente usate dai regimi politici antidemocratici per mantenere il più possibile il controllo sociale sulle masse garantendo al contempo la sopravvivenza stessa del regime contro eventuali oppositori, critiche e rivolte dal basso.
La disinformazione può prevedere la distribuzione di documenti falsi, manoscritti e fotografie, o la diffusione di voci maliziose e dossier creati appositamente. Simili espedienti vengono utilizzati anche nella competizione commerciale per indebolire la posizione di un concorrente, e perfino a livello governativo per tenere segrete verità altrimenti compromettenti, difficili da gestire, o con un forte impatto sull'opinione pubblica.
Tecniche di disinformazione vengono usate comunemente anche nell'ambito del commercio e della vendita (marketing) di prodotti da parte di aziende e relativi venditori, anche nella forma di pubblicità ingannevole.

### False Balance(falso equilibrio)
Il falso equilibrio, anche detto bothsidesism, è un bias dei mass media in cui i giornalisti presentano un problema nel modo apparentemente più equilibrato tra punti di vista opposti, ma ignorando le risultanze delle prove supportate. I giornalisti possono presentare prove e argomentazioni sproporzionate rispetto alle prove effettive per ciascuna delle parti, oppure possono omettere informazioni che dimostrerebbero che le affermazioni di una parte sono prive di fondamento. 
Il falso equilibrio è stato citato come causa di disinformazione e di solito deriva da un tentativo di evitare bias, ma dà a posizioni non supportate o dubbie un'illusione di rispettabilità. Crea la percezione al pubblico che alcune questioni siano scientificamente controverse, anche se in realtà non lo sono, creando quindi dubbi che possono essere sfruttati da gruppi di interesse come l'industria dei combustibili fossili o l'industria del tabacco, o attivisti ideologicamente motivati come antivaccinisti o creazionisti. Esempi di falso equilibrio nelle questioni scientifiche includono i temi del cambiamento climatico causato dall'uomo contro il cambiamento climatico naturale, gli effetti sulla salute del tabacco, la presunta relazione tra vaccini e autismo, le presunte cure contro la Covid-19 e l'evoluzione contro il design intelligente.

## Contromisure
La storia delle contromisure alla disinformazione è "la storia di un giornalismo militante (...), consapevole della sua responsabilità": essa - in realtà, come quelle ad alta intensità mafiosa, degradate dal basso livello in cui <<la stampa viene utilizzata per le operazioni ormai collaudate di depistaggio o di ridimensionamento o di logoramento, realizzate con tecniche spesso ripetute, dalla orchestrazione delle fughe di notizie alla costruzione dei falsi indizi e delle “piste seconde”, allo stillicidio dei “si dice” alla demolizione sistematica della figura della vittima>> - "ha un solo scopo politico e sociale: sovvertire il sistema mafioso a partire da un cambiamento culturale, avendo come obiettivo la trasformazione del popolo in cittadinanza e l’emancipazione dalle vischiose dinamiche politiche ed economiche dell’isola. Una rivoluzione borghese, o almeno il segno della sua possibilità".
Dal diritto di comunicare informazioni (fondato sulla libertà di espressione garantita da tutte le Costituzioni moderne e dall'articolo 10 della Convenzione europea dei diritti dell'uomo), la dottrina giuridica ha desunto l'esistenza anche di un corrispondente diritto di ricevere «un'informazione imparziale e accurata» e conseguenti obblighi per i mezzi di trasmissione.
Una Comunicazione della
Commissione europea del 6 aprile 2016 avvertì che “le campagne massicce di disinformazione, che usano i media sociali
per controllare il discorso politico o per radicalizzare reclutare
e dirigere mandatari, possono essere vettori di minacce
ibride”. In una Comunicazione alle altre istituzioni europee
del 5 dicembre 2018 la Commissione aggiunse che “secondo
la cellula dell’UE per l’analisi delle minacce ibride, la disinformazione proveniente dalla Federazione russa rappresenta la minaccia più grave per l’UE in quanto è sistematica, ben finanziata e condotta su una scala diversa rispetto ad altri paesi”. Nel giugno 2022, «la proposta del Digital Service Act (ora in vigore)
è stata aggiornata imponendo alle grandi piattaforme social di
verificare se e quanto l’uso dei loro servizi abbia contribuito
a una “seria minaccia” alla sicurezza nell’Unione, e di provvedere nel caso a eliminare tale contributo».